# ムオンラット県
ムオンラット県（ムオンラットけん、ベトナム語：Huyện Mường Lát / 縣芒勒?）は、ベトナム社会主義共和国タインホア省の県。面積は810.65 km²、人口は41,640人（2018年）である。

## 行政区画
1市鎮7社を管轄する。